# Helleveeg
Helleveeg is een Nederlandse stomme film uit 1920 in zwart-wit van Theo Frenkel. Het verhaal voor de film is gebaseerd op een Amerikaans krantenartikel met een gelijkaardige gebeurtenis verwerkt voor het scenario.
De film werd grotendeels opgenomen in Aerdenhout, en de beelden die door moesten gaan voor een Amerikaanse kroeg werden binnen in de studio opgenomen. Slechts een gedeelte van de film is bewaard gebleven.

## Verhaal
Het verhaal begint in Amerika, waar Jane, een jonge vrouw van Nederlandse komaf, een luxe leventje gewend is. Net na een verbroken relatie ontmoet ze in een kroeg toevalligerwijs een Nederlander genaamd Willem Hendriks, die helemaal verliefd op haar wordt. Hij vertelt haar dat hij de afgelopen jaren grof geld heeft verdiend en weer terug wil gaan naar Nederland, het liefst met Jane, en hij belooft haar een luxueus leventje aldaar. Eenmaal in Nederland bekent Willem dat hij nog een dochter heeft uit een eerdere relatie en dat hij haar bij hen in huis wil nemen. Jane is het kind echter liever kwijt dan rijk en stort zich op haar oude leventje, dat van geld uitgeven aan drank en kleding. De nieuwe dochter laat ze links liggen. Als de broer van Willem, die dit lijdzaam aanziet, wil ingrijpen, windt ze die ook om haar vinger, wat haar de bijnaam Helleveeg oplevert.

## Rolverdeling
| Acteur                 | Personage         |
| ---------------------- | ----------------- |
| Mien Duymaer van Twist | Jane              |
| Co Balfoort            | Willem Hendriks   |
| Lily Bouwmeester       | Louise            |
| Frits Fuchs            | Willems broer     |
| Herman Schwab          | Meneer Van Wijck  |
| Theo Mann-Bouwmeester  | Mevrouw Van Wijck |
| Joop van Hulzen        | Louises verloofde |
| Johan Kaart            | Butler van Wijck  |
| Mien Braakensiek       | Butlers vrouw     |